# Gmina Elva
Gmina Elva (est. Elva vald) – gmina wiejska w Estonii, w prowincji Tartu.

## Historia
Gmina Elva powstała w 2017 roku w ramach reformy administracyjnej estońskich samorządów lokalnych.

## Demografia
W skład gminy wchodzą:
- 1 miasto: Elva
- 6 alevik: Käärdi, Kureküla, Puhja, Rannu, Rõngu i Ulila
- 78 wsi: Aakre, Annikoru, Astuvere, Atra, Ervu, Hellenurme, Härjanurme, Järveküla, Kaarlijärve, Kaimi, Kalme, Kapsta, Karijärve, Kipastu, Kirepi, Kobilu, Konguta, Koopsi, Koruste, Kulli, Kurelaane, Kõduküla, Käo, Külaaseme, Lapetukme, Lembevere, Kureküla, Lossimäe, Majala, Metsalaane, Mõisanurme, Mäelooga, Mäeotsa, Mäeselja, Mälgi, Nasja, Neemisküla, Noorma, Paju, Palamuste, Palupera, Palupõhja, Pastaku, Pedaste, Piigandi, Poole, Poriküla, Purtsi, Pööritsa, Pühaste, Raigaste, Rannaküla, Rebaste, Ridaküla, Rämsi, Saare, Sangla, Suure-Rakke, Tamme, Tammiste, Teedla, Teilma, Tilga, Tännassilma, Uderna, Urmi, Utukolga, Vahessaare, Valguta, Vallapalu, Vehendi, Vellavere, Verevi, Vihavu, Võllinge, Võsivere, Väike-Rakke.